# Apodentinodia obscurella
Apodentinodia obscurella är en fjärilsart som beskrevs av Aristide Caradja 1937.
Apodentinodia obscurella ingår i släktet Apodentinodia och familjen mott. Inga underarter finns listade i Catalogue of Life.